# Radinghem
Radinghem és un municipi francès situat al departament del Pas de Calais i a la regió dels Alts de França. L'any 2007 tenia 285 habitants.

## Demografia

### Població
El 2007 la població de fet de Radinghem era de 285 persones. Hi havia 92 famílies de les quals 24 eren unipersonals (24 dones vivint soles i 24 dones vivint soles), 20 parelles sense fills, 40 parelles amb fills i 8 famílies monoparentals amb fills.
La població ha evolucionat segons el següent gràfic:
Habitants censats

### Habitatges
El 2007 hi havia 96 habitatges, 88 eren l'habitatge principal de la família, 5 eren segones residències i 3 estaven desocupats. 94 eren cases i 2 eren apartaments. Dels 88 habitatges principals, 60 estaven ocupats pels seus propietaris, 20 estaven llogats i ocupats pels llogaters i 8 estaven cedits a títol gratuït; 3 tenien dues cambres, 21 en tenien tres, 45 en tenien quatre i 19 en tenien cinc o més. 81 habitatges disposaven pel capbaix d'una plaça de pàrquing. A 40 habitatges hi havia un automòbil i a 39 n'hi havia dos o més.

### Piràmide de població
La piràmide de població per edats i sexe el 2009 era:
| Homes | Edats   | Dones |
| ----- | ------- | ----- |
| 0     | 95 o +  | 0     |
| 0     | 90 a 94 | 0     |
| 0     | 85 a 89 | 0     |
| 0     | 80 a 84 | 0     |
| 8     | 75 a 79 | 8     |
| 8     | 70 a 74 | 8     |
| 4     | 65 a 69 | 0     |
| 0     | 60 a 64 | 8     |
| 8     | 55 a 59 | 8     |
| 0     | 50 a 54 | 4     |
| 8     | 45 a 49 | 0     |
| 16    | 40 a 44 | 8     |
| 8     | 35 a 39 | 12    |
| 12    | 30 a 34 | 4     |
| 8     | 25 a 29 | 12    |
| 4     | 20 a 24 | 0     |
| 0     | 15 a 19 | 24    |
| 8     | 10 a 14 | 4     |
| 0     | 5 a 9   | 0     |
| 0     | 0 a 4   | 16    |

## Economia
El 2007 la població en edat de treballar era de 190 persones, 124 eren actives i 66 eren inactives. De les 124 persones actives 117 estaven ocupades (65 homes i 52 dones) i 7 estaven aturades (4 homes i 3 dones). De les 66 persones inactives 7 estaven jubilades, 50 estaven estudiant i 9 estaven classificades com a «altres inactius».

### Ingressos
El 2009 a Radinghem hi havia 95 unitats fiscals que integraven 246 persones, la mediana anual d'ingressos fiscals per persona era de 14.208 €.

### Activitats econòmiques
Dels 6 establiments que hi havia el 2007, 1 era d'una empresa extractiva, 2 d'empreses de construcció, 1 d'una empresa de comerç i reparació d'automòbils i 2 d'empreses de serveis.
L'únic servei als particulars que hi havia el 2009 era una empresa de construcció.
L'únic establiment comercial que hi havia el 2009 era una adrogueria.
L'any 2000 a Radinghem hi havia 7 explotacions agrícoles.

## Poblacions més properes
El següent diagrama mostra les poblacions més properes.